# Casa Senyorial d'Odziena
La Casa Senyorial d'Odziena (en letó: Odzienas muižas pils; en alemany:Schloss Odensee) és una mansió construïda al voltant de 1850 en estil neogòtic a la regió històrica de Vidzeme, a la parròquia de Vietalva municipi de Pļaviņas  del nord de Letònia. Va ser destruïda per un incendi el 1905 i solament es va restaurar parcialment. L'edifici ha estat abandonat des de 1960.